# 대광여자고등학교
대광여자고등학교(大光女子高等學校)는 대한민국 광주광역시 남구 주월동에 위치한 사립 고등학교이다.

## 학교 연혁
- 1977년 6월 20일 : 학교법인 홍복학원 설립인가
- 1985년 3월 25일 : 대광여자고등학교 설립 계획 신청
- 1985년 12월 28일 : 대광여자고등학교 15학급 설립 인가
- 1986년 3월 5일 : 개교 및 제1회 입학식
- 1986년 9월 22일 : 보통과 10학급 총 30학급 학칙 변경 인가
- 2009년 7월 14일 : '사교육 없는 학교' 교육과학기술부 지정.운영
- 2025년 1월 6일 : 제37회 졸업식(졸업생 총 15,865명 배출)
- 2025년 3월 1일 : 교장 박철영 선생 취임

## 참고 자료
- 대광여자고등학교 - 한국교육학술정보원 학교알리미